# Saint-Bonnet-le-Courreau
Saint-Bonnet-le-Courreau ist eine französische Gemeinde mit 683 Einwohnern (Stand: 1. Januar 2022) im Département Loire in der Region Auvergne-Rhône-Alpes. Sie gehört zum Arrondissement Montbrison und zum Kanton Boën-sur-Lignon.

## Geografie
Die Gemeinde Saint-Bonnet-le-Courreau liegt im Regionalen Naturpark Livradois-Forez an der Grenze zum Département Puy-de-Dôme, etwa zwölf Kilometer nordnordwestlich von Saint-Étienne in der historischen Landschaft Forez. Hier entspringt das Flüsschen Pralong, an der südlichen Grenze der Ruillat. Umgeben wird Saint-Bonnet-le-Courreau von den Nachbargemeinden Saint-Georges-en-Couzan im Norden, Marcoux im Nordosten, Marcilly-le-Châtel im Osten, Pralong im Osten und Südosten, Châtelneuf im Südosten und Süden, Roche-en-Forez im Süden, Saint-Anthème im Süden und Südwesten, Valcivières im Südwesten und Westen, Job im Westen sowie Sauvain im Nordwesten.

## Bevölkerungsentwicklung
| Jahr                       | 1962 | 1968 | 1975 | 1982 | 1990 | 1999 | 2006 | 2015 | 2022 |
| -------------------------- | ---- | ---- | ---- | ---- | ---- | ---- | ---- | ---- | ---- |
| Einwohner                  | 1104 | 1006 | 1005 | 899  | 885  | 750  | 729  | 699  | 683  |
| Quellen: Cassini und INSEE |      |      |      |      |      |      |      |      |      |

## Sehenswürdigkeiten
- Mühle Les Massons
- Kirche Saint-Bonnet aus dem 16. Jahrhundert, ihr Glockenturm ist seit 1926 als Monument historique eingeschrieben
- Kreuz nördlich der Kirche aus dem 15. und 16. Jahrhundert, der Sockel ist seit 1926 als Monument historique eingeschrieben

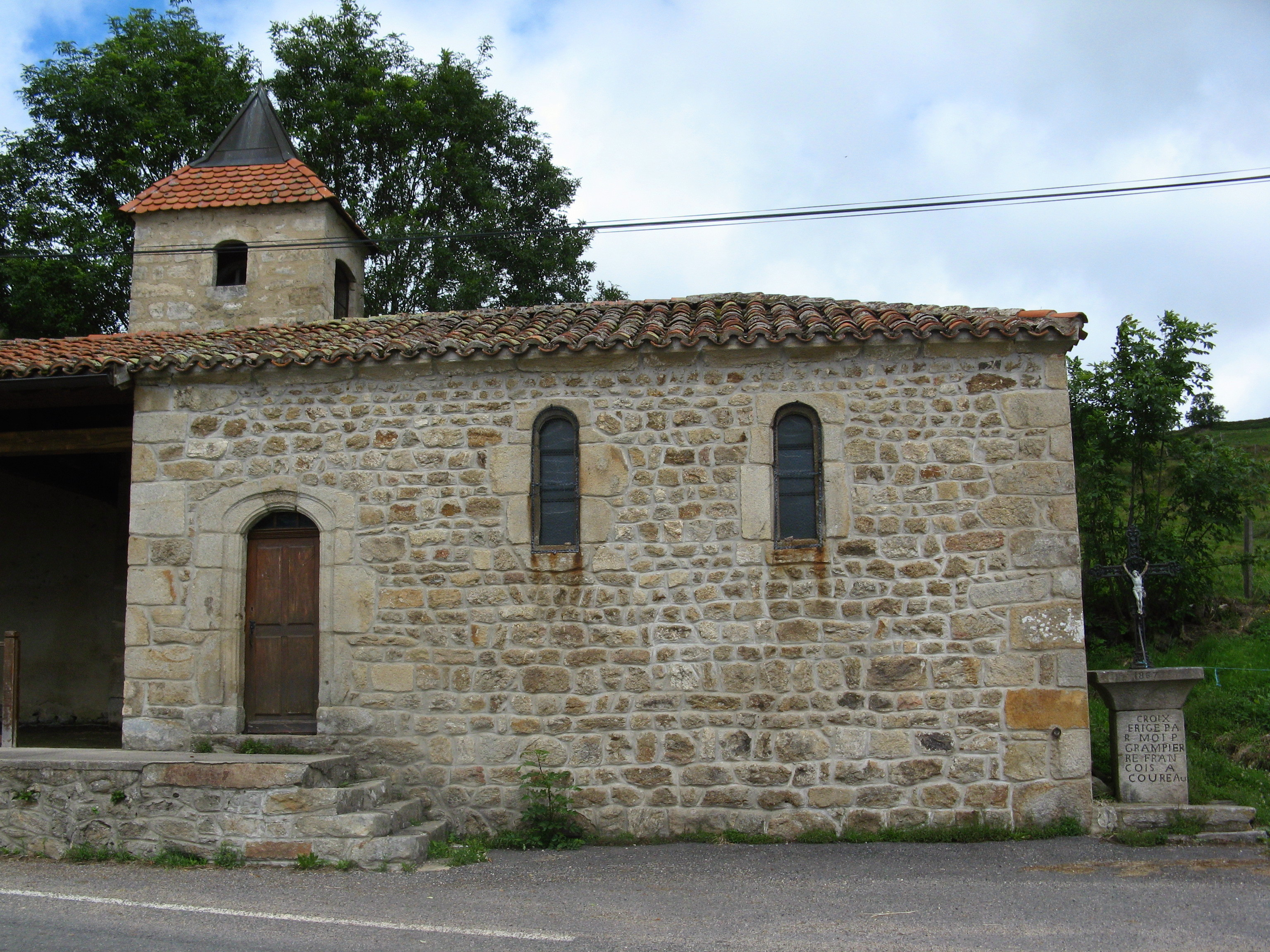
Kapelle Saint-Roch
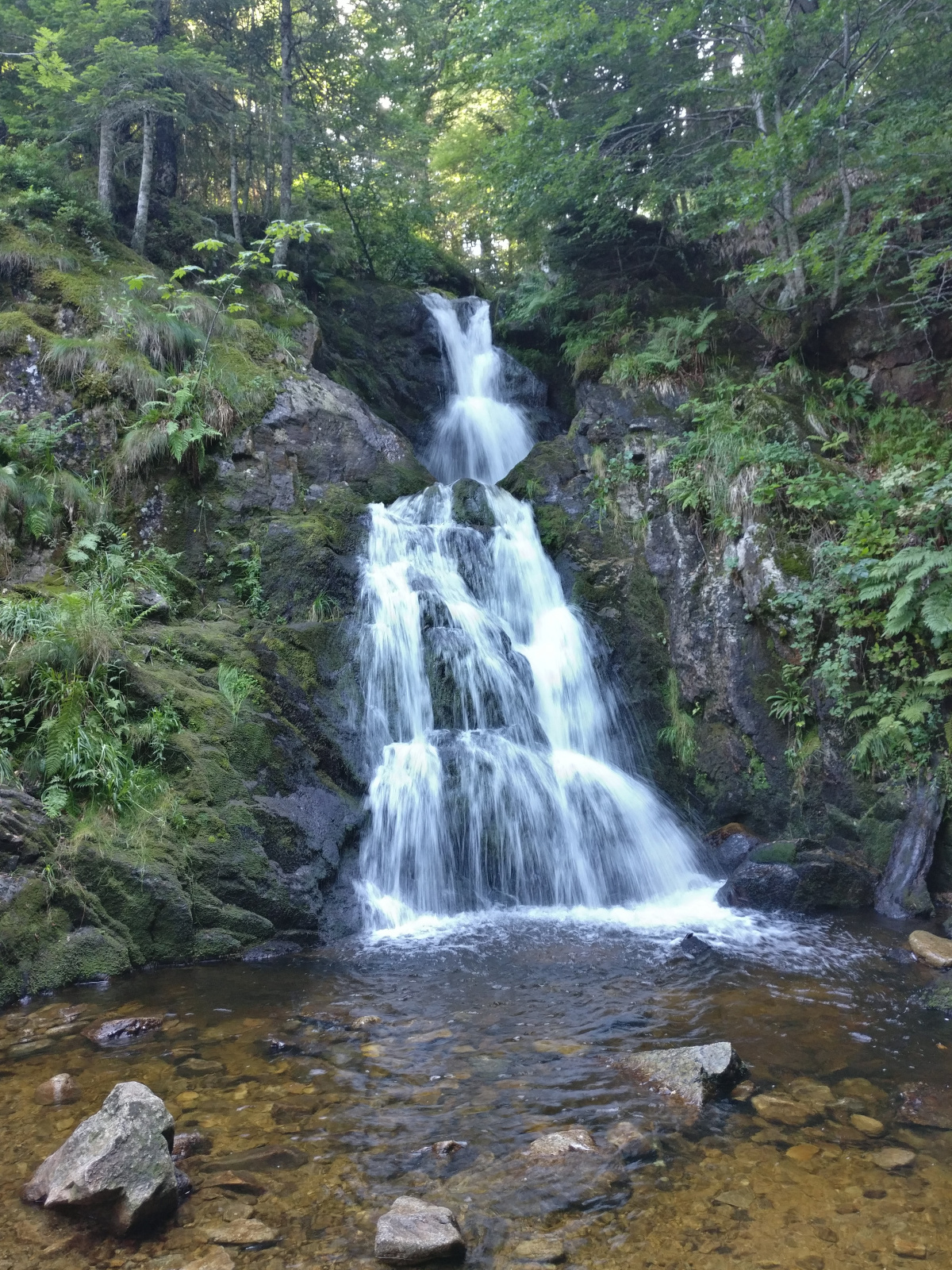
Wasserfall Chorsin

- Kapelle Saint-Roch
- Wasserfall Chorsin